# Paaliaq (satélite)
Paaliaq (también llamado Saturno XX) es un satélite irregular progrado de Saturno. 
Fue descubierto por Brett J. Gladman, John J. Kavelaars, Jean-Marc Petit, Hans Scholl, Matthew J. Holman, Brian G. Marsden, Philip D. Nicholson y Joseph A. Burns a principios de octubre de 2000, dándole la designación provisional de S/2000 S 2. Se le nombró definitivamente en agosto de 2003 como un chamán fictício del libro La maldición de los chamanes, escrito por Michael Kusugak, que proporcionó Kavelaars con los nombres de los gigantes de la mitología inuit que se utilizaron para otras lunas saturninas.
Se cree que Paaliaq tiene alrededor de 22 km de diámetro, y orbita a Saturno a una distancia media de 15,200 millones de km en poco menos de 687 días. Es un miembro del grupo Inuit de lunas irregulares. También tiene una proximidad con otras 9 lunas hasta llegar a una proximidad de diez millas de cada una.
Junto con Kiviuq y Siarnaq, Paaliaq muestra los colores de luz roja del espectro de infrarrojo y similares, lo que apoya a la tesis de un posible origen común de los componentes del grupo Inuit y de la disolución de un cuerpo de mayor tamaño.